# 麗花鮨屬
麗花鮨屬為刺尾鯛目麗花鮨科的其中一個屬，也是麗花鮨科的模式属。

## 分佈
本屬是亞熱帶至溫帶魚類，主要分佈於太平洋、印度洋至大西洋東部的沿岸淺海，底棲性，深度一般不超過200米，只有南太平洋的帕氏麗花鮨棲息於325米以下的深水海嶺。

## 形態
本屬為中小型魚類，最大體長在17公分到60公分之間，體形為紡錘狀，背鰭硬棘10-11枚、軟條10-12枚，臀鰭硬棘3枚、軟條10-11枚。

## 經濟利用
西北太平洋的日本麗花鮨是經濟魚類，地中海的花尾麗花鮨少許利用，其他魚種均非經濟利用對象。

## 分類

### 内部分类
本屬目前受承認的有8個物種，如下：
- 奧氏麗花鮨 Callanthias allporti  Günther, 1876
- 澳洲麗花鰭 Callanthias australis Ogilby, 1899
- 日本麗花鮨 Callanthias japonicus Franz, 1910：又稱紅黃帶花鮨。
- 紅背麗花鮨 Callanthias legras Smith, 1948
- 帕氏麗花鮨 Callanthias parini Anderson & Johnson, 1984
- 普氏麗花鮨 Callanthias platei Steindachner, 1898
- 花尾麗花鮨 Callanthias ruber (Rafinesque, 1810)
- 紐西蘭麗花鮨 Callanthias splendens Griffin, 1921